# I visionari
I visionari è un film del 1968 diretto da Maurizio Ponzi.

## Trama
Un'attrice si innamora di un collega e per lui lascia il regista a cui era legata. Dopo qualche giorno di assenza — in cui l'amante la tradisce — ripensa ai suoi sentimenti e infine si lasciano.

## Riconoscimenti
- 1968 - Festival del cinema di Locarno
  - Pardo d'oro